# Valenzuela de Calatrava
Valenzuela de Calatrava – gmina w Hiszpanii, w prowincji Ciudad Real, w Kastylii-La Mancha, o powierzchni 44,08 km². W 2011 roku gmina liczyła 752 mieszkańców.